# Targowisko

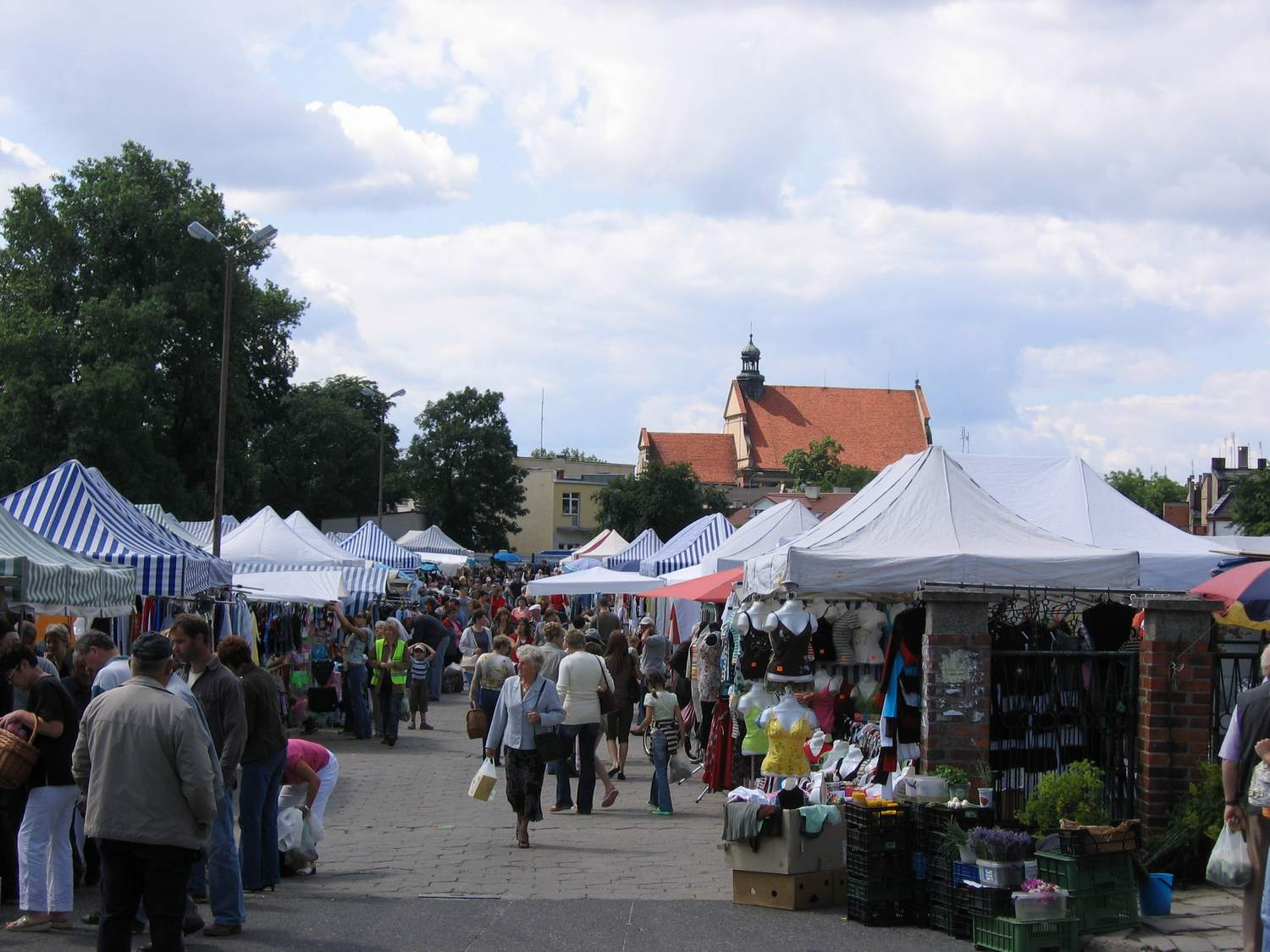
Targowisko miejskie w Słupcy w dzień targowy (piątek)

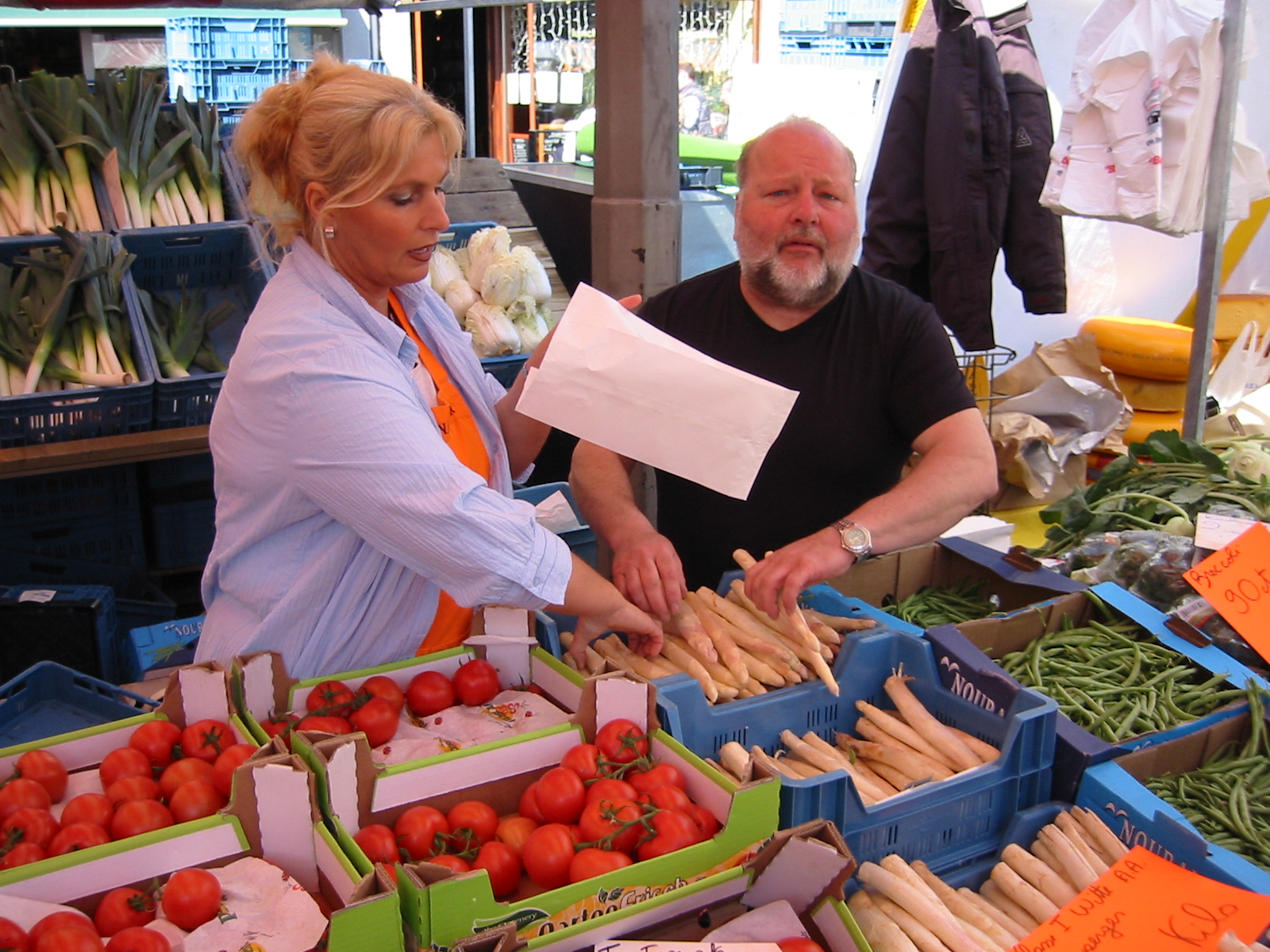
Sprzedaż warzyw na targowisku

Targowisko, inaczej: targ, bazar (pers. bāzār) – wydzielony teren przeznaczony do handlu, zazwyczaj na otwartej powierzchni (plac targowy).
Targowiska mogą mieć charakter spontaniczny lub zorganizowany. W tym drugim przypadku teren przeznaczony do handlu może mieć wyznaczone płatne stanowiska dla osób oferujących swoje towary. Targowiska umożliwiają swobodny, bezpośredni kontakt handlowca z klientem i bezpośrednie negocjowanie ceny. W pewnym sensie rozwinięciem idei targowiska są giełdy, które od targowisk różnią się w zasadzie tylko bardziej sformalizowanym stylem negocjowania cen.
Według danych z 31 grudnia 2010 r. w Polsce było 2235 stałych targowisk oraz 6913 targowisk sezonowych i miejsc wyznaczanych na ulicach i placach.